# 流出説
流出説（りゅうしゅつせつ、英語: Emanationism）は、新プラトン主義のプロティノスが唱えた神秘思想。古代のグノーシス主義思想に影響を与え、中世のキリスト教神学にも影響を与えたとされる。

## 概要
完全なる一者（ト・ヘン）から段階を経て世界が流出して生み出されたとする思想。高次で純粋な世界より、低次で物質的な混濁に満ちた世界へと流出は進み、最終的にこの世界が形成されたとする。この流出過程を逆に辿ることができれば、純粋で精神的な高次世界へと帰還して行けるとプロティノスは考えた。またプロティノスは生涯に幾度かのエクスタシー体験をしており、それは、まさにこの精神における「帰還」であったとされる。